# Mansa Sulayman
Mansa Sulayman, död 1359, var en afrikansk härskare. Han var Mansa, monark, i Maliriket mellan cirka 1340 och 1359.